# Zvi Bodie
Zvi Bodie (* 1943) ist ein US-amerikanischer Ökonom und Professor Emeritus an der Boston University.

## Biografie
Bodie erhielt 1965 einen Bachelorabschluss in Philosophie am Brooklyn College, 1970 einen M.A. in Wirtschaftswissenschaften von der Hebrew University of Jerusalem und 1975 promovierte er (Ph.D.) am Massachusetts Institute of Technology (MIT) unter Stanley Fischer.
Er war viele Jahre als Norman and Adele Barron Professor of Management tätig und unterrichtete auch an der Harvard Business School (1992–1994) sowie an der MIT Sloan School of Management (2008–2009).

## Forschung und Lehrbücher
Bodie ist bekannt für seine Arbeiten zum Konsum-Investitions-Problem im Lebenszyklusmodell, gemeinsam mit William F. Samuelson und Robert C. Merton.
Er ist Mitautor der Lehrbücher Investments (mit Alex Kane und Alan J. Marcus) und Financial Economics (mit Robert C. Merton), die in der akademischen Ausbildung und im CFA-Programm verwendet werden.
Seine Forschungsschwerpunkte umfassen Pensionsfinanzierung, Lebenszyklusinvestitionen, Risikoabsicherung, langfristige Kapitalanlageentscheidungen und Finanzbildung.

## Auszeichnungen
Für seine Beiträge zur Altersvorsorgeforschung erhielt Bodie 2007 den Lifetime Achievement Award in Applied Retirement Research der Retirement Income Industry Association.
2019 wurde er vom Plan Sponsor Council of America für seine wissenschaftlichen Leistungen ausgezeichnet.